# Arthur Pijpers
Arthur Pijpers (19 mei 1994) is een Nederlands schaker. Hij heeft sinds juni 2025 de titel [[Grootmeester]] (GM). (https://schaaksite.nl/2025/06/11/arthur-pijpers-grootmeester)

## Schaakcarrière
Pijpers leerde al op jonge leeftijd schaken. In clubverband startte hij bij schaakvereniging Botwinnik in Zoetermeer. Pijpers bleek een groot talent te zijn. In 2003 werd hij op 9-jarige leeftijd onderscheiden als het Zoetermeerse sporttalent van het jaar.
Later maakte Pijpers de overstap naar het Leidsch Schaakgenootschap. Voor die club maakte hij in het seizoen 2009/10 zijn debuut in de Meesterklasse. Hij mocht eenmalig invallen en won deze partij. Een seizoen later was hij onderdeel van de hoofdselectie en ook dat jaar draaide hij goed met een score van 7 uit 9, waarmee hij meteen de beste schaker van de Meesterklasse was. Daarmee scoorde hij tevens een IM-norm. Eveneens in 2010 schreef Pijpers het Haags Weekendtoernooi op zijn naam.
Zijn overige IM normen behaalde hij tijdens het Leiden Chess Tournament 2013, Meesterklasse seizoen 2013/14 en het 19.International Neckar Open A 2015. In 2015 had hij voldoende normen om de titel Internationaal Meester aan te vragen.
In 2019 won Pijpers het Batavia Amsterdam Chess Tournament met een score van 5,5 uit 9.
In 2023 eindigde Pijpers op een gedeelde tweede plek (en op tiebreak derde) op het Amsterdam Chess Open.
In 2024 werd Pijpers eerste in het amateur-toernooi van het Tata Steel-toernooi 2024. Bij het Tata Steel-toernooi 2025 mocht hij zodoende meedoen aan de Challengers.
In het Meesterklasse-seizoen 2024/25 behaalde Pijpers een score van 7 uit 9 met een TPR 2582. Hij was daarmee de topscorer van de Meesterklasse.
Bij zijn schaakvereniging LSG is Pijpers anno 2025 ook wedstrijdleider.

### Grootmeester
Pijpers beschikt sinds 2024 ook over voldoende normen om grootmeester te worden. Die normen behaalde hij op de 19.International Neckar Open A 2015, de European Club Cups van 2015 en 2018 en de Meesterklasse seizoen 2023/24. Zodra Pijpers de grens van 2500 ELO passeert, komt hij definitief in aanmerking voor de grootmeester-titel.